# Sportverein 1916 Sandhausen 2010-2011
Questa voce raccoglie le informazioni riguardanti lo Sportverein 1916 Sandhausen nelle competizioni ufficiali della stagione 2010-2011.

## Stagione
Nella stagione 2010-2011 il Sandhausen, allenato da Frank Leicht, Pavel Dočev e Gerd Dais, concluse il campionato di 3. Liga al 12º posto. In Coppa di Germania il Sandhausen fu eliminato al primo turno dall'Augusta.

## Rosa
| N. |                       | Ruolo | Calciatore              |
| -- | --------------------- | ----- | ----------------------- |
| 1  | Germania (bandiera)   | P     | Frederic Löhe           |
| 3  | Germania (bandiera)   | D     | Michael Schick          |
| 4  | Germania (bandiera)   | D     | Kristjan Glibo          |
| 5  | Germania (bandiera)   | D     | Daniel Schulz           |
| 6  | Germania (bandiera)   | D     | Michael Stickel         |
| 7  | Germania (bandiera)   | C     | Sebastian Fischer       |
| 8  | Portogallo (bandiera) | C     | Roberto Pinto           |
| 9  | Germania (bandiera)   | A     | Frank Löning            |
| 10 | Francia (bandiera)    | A     | David Ulm               |
| 11 | Germania (bandiera)   | D     | Julian Schauerte        |
| 13 | Germania (bandiera)   | C     | Tim Danneberg           |
| 14 | Francia (bandiera)    | P     | Jean-François Kornetzky |
| 16 | Germania (bandiera)   | P     | Julian Böttger          |
| 17 | Germania (bandiera)   | C     | Stefan Zinnow           |

| N. |                     | Ruolo | Calciatore          |
| -- | ------------------- | ----- | ------------------- |
| 18 | Francia (bandiera)  | A     | Régis Dorn          |
| 20 | Turchia (bandiera)  | A     | Emre Öztürk         |
| 21 | Serbia (bandiera)   | A     | Sreto Ristić        |
| 22 | Germania (bandiera) | D     | Tim Rubink          |
| 23 | Germania (bandiera) | D     | Jan-André Sievers   |
| 24 | Germania (bandiera) | D     | Marco Pischorn      |
| 25 | Germania (bandiera) | D     | Nico Hillenbrand    |
| 25 | Germania (bandiera) | C     | Danny Blum          |
| 26 | Germania (bandiera) | C     | Dominik Rohracker   |
| 29 | Germania (bandiera) | C     | Daniel Jungwirth    |
| 30 | Germania (bandiera) | P     | Daniel Ischdonat    |
| 31 | Germania (bandiera) | D     | Peter Prokop        |
| 32 | Germania (bandiera) | D     | Roland Benschneider |

## Organigramma societario
Area tecnica
- Allenatore: Gerd Dais
- Allenatore in seconda: Thorsten Damm
- Preparatore dei portieri: Daniel Ischdonat
- Preparatori atletici:

## Calciomercato

### Sessione estiva
| Acquisti | Acquisti            | Acquisti               | Acquisti |
| R.       | Nome                | da                     | Modalità |
| -------- | ------------------- | ---------------------- | -------- |
| D        | Roland Benschneider | Augusta                |          |
| C        | Tim Danneberg       | Eintracht Braunschweig |          |
| P        | Daniel Ischdonat    | FSV Francoforte        |          |
| P        | Frederic Löhe       | Borussia M'gladbach    |          |
| A        | Frank Löning        | Paderborn              |          |
| D        | Marco Pischorn      | Stoccarda              |          |
| C        | Dominik Rohracker   | Bayern Monaco II       |          |
| D        | Tim Rubink          | Bayer Leverkusen II    |          |
| D        | Michael Schick      | Augusta                |          |
| D        | Daniel Schulz       | Union Berlino          |          |
| D        | Jan-André Sievers   | Carl Zeiss Jena        |          |
| D        | Michael Stickel     | Wuppertal              |          |
| A        | David Ulm           | Kickers Offenbach      |          |
| C        | Stefan Zinnow       | Kickers Offenbach      |          |

| Cessioni | Cessioni            | Cessioni          | Cessioni |
| R.       | Nome                | a                 | Modalità |
| -------- | ------------------- | ----------------- | -------- |
| D        | Necat Aygün         | Monaco 1860       |          |
| D        | Denis Bindnagel     | Neckarelz         |          |
| A        | Matias Cenci        | Darmstadt         |          |
| D        | Alexander Eberlein  | Wacker Burghausen |          |
| C        | Jan Fießer          | Wehen Wiesbaden   |          |
| P        | Michael Gurski      | Wehen Wiesbaden   |          |
| P        | Sven Hoffmeister    | Hessen Kassel     |          |
| A        | Philipp Hosiner     | First Vienna      |          |
| P        | Thorsten Kirschbaum | Energie Cottbus   |          |
| C        | Alf Mintzel         | Wehen Wiesbaden   |          |
| C        | Mario Pokar         | Hessen Kassel     |          |
| D        | Marcel Throm        | Neckarelz         |          |
| C        | Benjamin Waldecker  | Waldhof Mannheim  |          |

### Sessione invernale
| Acquisti | Acquisti                | Acquisti  | Acquisti |
| R.       | Nome                    | da        | Modalità |
| -------- | ----------------------- | --------- | -------- |
| P        | Jean-François Kornetzky | Karlsruhe |          |

| Cessioni | Cessioni             | Cessioni   | Cessioni |
| R.       | Nome                 | a          | Modalità |
| -------- | -------------------- | ---------- | -------- |
| D        | Florian Tausendpfund | Heidenheim |          |

## Risultati

### 3. Liga

#### Girone di andata
| Arbitro: | Unger |

|          |           |                                               |
| Hess 55’ | Marcatori | 18’, 52’ Löning 45’ (aut.) Hackenberg 88’ Ulm |

| Arbitro: | Drees |

|  |           |                         |
|  | Marcatori | 26’ Occéan 84’ Feldhahn |

| Arbitro: | Wingenbach |

|                                  |           |  |
| Kumbela 45’ (rig.) Reinhardt 86’ | Marcatori |  |

| Arbitro: | Schalk |

|  |           |                         |
|  | Marcatori | 12’ Reimann 57’ Sichone |

| Arbitro: | Beitinger |

|           |           |            |
| Mayer 40’ | Marcatori | 78’ Öztürk |

| Arbitro: | Schriever |

|                                          |           |             |
| Löning 20’, 41’ Danneberg 25’ Zinnow 66’ | Marcatori | 87’ Esswein |

| Arbitro: | Metzen |

|                               |           |            |
| Sieger 17’ Grgić 47’ Mann 75’ | Marcatori | 30’ Löning |

| Arbitro: | Seidel |

|  |           |              |
|  | Marcatori | 8’ Benyamina |

| Arbitro: | Schmidt |

|               |           |  |
| Rohracker 90’ | Marcatori |  |

| Arbitro: | Nowak |

|                          |           |  |
| Lanzaat 56’ Boskovic 87’ | Marcatori |  |

| Arbitro: | Seemann |

|                      |           |                               |
| Dorn 34’ Fischer 36’ | Marcatori | 29’ Schweinsteiger 89’ Haller |

| Arbitro: | Gorniak |

|             |           |                      |
| Piossek 82’ | Marcatori | 70’ (rig.) Jungwirth |

| Arbitro: | Achmüller |

|                      |           |                                    |
| Jungwirth 11’ (rig.) | Marcatori | 1’ Schön 54’ Lechleiter 88’ Dausch |

| Arbitro: | Dittrich |

|                     |           |            |
| Zedi 64’ Semmer 78’ | Marcatori | 17’ Löning |

| Arbitro: | Steuer |

|          |           |                           |
| Dorn 90’ | Marcatori | 4’ Jänicke 54’ Ziegenbein |

| Arbitro: | Valentin |

|                                        |           |  |
| Nottbeck 15’ Steegmann 31’ (rig.), 57’ | Marcatori |  |

| Arbitro: | Cortus |

|                                                                      |           |              |
| Danneberg 30’ Dorn 47’ Pinto 58’ (rig.), 79’ (rig.) Benschneider 62’ | Marcatori | 17’ Testroet |

| Arbitro: | Unger |

|                |           |          |
| Amachaibou 83’ | Marcatori | 60’ Dorn |

| Sandhausen 7 dicembre 2010, ore 18:00 CET 19ª giornata | Sandhausen | 0 – 0 referto | Babelsberg | Hardtwaldstadion (880 spett.)\| Arbitro: \| Metzen \| |
| Arbitro:                                               | Metzen     |               |            |                                                       |

#### Girone di ritorno
| Arbitro: | Thomsen |

|                   |           |            |
| Löning 80’ (rig.) | Marcatori | 47’ Halfar |

| Arbitro: | Aytekin |

|            |           |                             |
| Occéan 53’ | Marcatori | 49’ Löning 51’ Benschneider |

| Arbitro: | Steinberg |

|  |           |                        |
|  | Marcatori | 62’ Fetsch 85’ Vrančić |

| Arbitro: | Beitinger |

|                                 |           |  |
| Riemer 44’ Öztürk 61’ Brown 88’ | Marcatori |  |

| Arbitro: | Rafati |

|               |           |                    |
| Rohracker 16’ | Marcatori | 24’ Mayer 63’ Weil |

| Arbitro: | Thielert |

|                                   |           |            |
| Solga 47’ Röttger 78’ Esswein 89’ | Marcatori | 74’ Löning |

| Arbitro: | Gorniak |

|                                              |           |            |
| Pischorn 10’ Danneberg 39’ Löning 49’ (rig.) | Marcatori | 16’ Kohler |

| Arbitro: | Valentin |

|  |           |           |
|  | Marcatori | 10’ Glibo |

| Arbitro: | Benedum |

|  |           |               |
|  | Marcatori | 24’ Danneberg |

| Sandhausen 19 marzo 2011, ore 14:00 CET 29ª giornata | Sandhausen | 0 – 0 referto | Wehen Wiesbaden | Hardtwaldstadion (1 750 spett.)\| Arbitro: \| Unger \| |
| Arbitro:                                             | Unger      |               |                 |                                                        |

| Ratisbona 2 aprile 2011, ore 14:00 CEST 30ª giornata | Jahn Ratisbona | 0 – 0 referto | Sandhausen | Jahnstadion (4 523 spett.)\| Arbitro: \| Alt \| |
| Arbitro:                                             | Alt            |               |            |                                                 |

| Arbitro: | Aarnink |

|                                                   |           |  |
| Löning 30’, 42’ (rig.) Pischorn 76’ Dorn 79’, 89’ | Marcatori |  |

| Aalen 9 aprile 2011, ore 14:00 CEST 32ª giornata | Aalen    | 0 – 0 referto | Sandhausen | Scholz-Arena (2 514 spett.)\| Arbitro: \| Kunzmann \| |
| Arbitro:                                         | Kunzmann |               |            |                                                       |

| Arbitro: | Achmüller |

|                                      |           |               |
| Pischorn 19’ Danneberg 32’ Glibo 74’ | Marcatori | 38’, 44’ Zedi |

| Arbitro: | Dittrich |

|  |           |           |
|  | Marcatori | 8’ Löning |

| Sandhausen 23 aprile 2011, ore 14:00 CEST 35ª giornata | Sandhausen | 0 – 0 referto | Coblenza | Hardtwaldstadion (2 050 spett.)\| Arbitro: \| Schmidt \| |
| Arbitro:                                               | Schmidt    |               |          |                                                          |

| Arbitro: | Valentin |

|                  |           |           |
| Kroos 37’ (rig.) | Marcatori | 3’ Zinnow |

| Sandhausen 7 maggio 2011, ore 13:30 CEST 37ª giornata | Sandhausen | 0 – 0 referto | Unterhaching | Hardtwaldstadion (1 900 spett.)\| Arbitro: \| Nowak \| |
| Arbitro:                                              | Nowak      |               |              |                                                        |

| Potsdam 14 maggio 2011, ore 13:30 CEST 38ª giornata | Babelsberg | 0 – 0 referto | Sandhausen | Stadio Karl Liebknecht (2 060 spett.)\| Arbitro: \| Beitinger \| |
| Arbitro:                                            | Beitinger  |               |            |                                                                  |

### Coppa di Germania
| Arbitro: | Seemann |

|                                                    |                      |                                                |
| Danneberg 20’ Ulm 34’ Pinto 51’ (rig.) Ristić 119’ | Marcatori            | 14’ Oehrl 79’ Kapllani 90’ (rig.), 112’ Rafael |
| Ristić Pischorn Danneberg Ulm                      | Tiri di rigore 1 – 3 | Kapllani Sinkiewicz Oehrl Rafael               |

## Statistiche

### Statistiche di squadra
| Competizione      | Punti | In casa | In casa | In casa | In casa | In casa | In casa | In trasferta | In trasferta | In trasferta | In trasferta | In trasferta | In trasferta | Totale | Totale | Totale | Totale | Totale | Totale | DR |
| Competizione      | Punti | G       | V       | N       | P       | Gf      | Gs      | G            | V            | N            | P            | Gf           | Gs           | G      | V      | N      | P      | Gf     | Gs     | DR |
| ----------------- | ----- | ------- | ------- | ------- | ------- | ------- | ------- | ------------ | ------------ | ------------ | ------------ | ------------ | ------------ | ------ | ------ | ------ | ------ | ------ | ------ | -- |
| 3. Liga           | 46    | 19      | 6       | 6       | 7       | 27      | 22      | 19           | 5            | 7            | 7            | 16           | 24           | 38     | 11     | 13     | 14     | 43     | 46     | -3 |
| Coppa di Germania | -     | 1       | 0       | 1       | 0       | 4       | 4       | 0            | 0            | 0            | 0            | 0            | 0            | 1      | 0      | 1      | 0      | 4      | 4      | 0  |
| Totale            | 46    | 20      | 6       | 7       | 7       | 31      | 26      | 19           | 5            | 7            | 7            | 16           | 24           | 39     | 11     | 14     | 14     | 47     | 50     | -3 |

### Andamento in campionato
| Giornata  | 1 | 2 | 3  | 4  | 5  | 6  | 7  | 8  | 9  | 10 | 11 | 12 | 13 | 14 | 15 | 16 | 17 | 18 | 19 | 20 | 21 | 22 | 23 | 24 | 25 | 26 | 27 | 28 | 29 | 30 | 31 | 32 | 33 | 34 | 35 | 36 | 37 | 38 |
| --------- | - | - | -- | -- | -- | -- | -- | -- | -- | -- | -- | -- | -- | -- | -- | -- | -- | -- | -- | -- | -- | -- | -- | -- | -- | -- | -- | -- | -- | -- | -- | -- | -- | -- | -- | -- | -- | -- |
| Luogo     | T | C | T  | C  | T  | C  | T  | C  | C  | T  | C  | T  | C  | T  | C  | T  | C  | T  | C  | C  | T  | C  | T  | C  | T  | C  | T  | T  | C  | T  | C  | T  | C  | T  | C  | T  | C  | T  |
| Risultato | V | P | P  | P  | N  | V  | P  | P  | V  | P  | N  | N  | P  | P  | P  | P  | V  | N  | N  | N  | V  | P  | P  | P  | P  | V  | V  | V  | N  | N  | V  | N  | V  | V  | N  | N  | N  | N  |
| Posizione | 1 | 8 | 10 | 15 | 14 | 10 | 12 | 14 | 12 | 15 | 14 | 15 | 16 | 17 | 17 | 19 | 19 | 18 | 19 | 17 | 17 | 19 | 19 | 20 | 20 | 18 | 17 | 16 | 15 | 16 | 15 | 15 | 14 | 14 | 14 | 13 | 12 | 12 |

Legenda:

Luogo: C = Casa; T = Trasferta. Risultato: V = Vittoria; N = Pareggio; P = Sconfitta.

### Statistiche dei giocatori
| Giocatore       | 3. Liga  | 3. Liga | 3. Liga     | 3. Liga    | Coppa di Germania | Coppa di Germania | Coppa di Germania | Coppa di Germania | Totale   | Totale | Totale      | Totale     |
| Giocatore       | Presenze | Reti    | Ammonizioni | Espulsioni | Presenze          | Reti              | Ammonizioni       | Espulsioni        | Presenze | Reti   | Ammonizioni | Espulsioni |
| --------------- | -------- | ------- | ----------- | ---------- | ----------------- | ----------------- | ----------------- | ----------------- | -------- | ------ | ----------- | ---------- |
| R. Benschneider | 23       | 2       | 6           | 2          | 0                 | 0                 | 0                 | 0                 | 23       | 2      | 6           | 2          |
| D. Blum         | 30       | 0       | 3           | 0          | 0                 | 0                 | 0                 | 0                 | 30       | 0      | 3           | 0          |
| J. Böttger      | 0        | 0       | 0           | 0          | 0                 | 0                 | 0                 | 0                 | 0        | 0      | 0           | 0          |
| T. Danneberg    | 34       | 5       | 6           | 0          | 1                 | 1                 | 0                 | 0                 | 35       | 6      | 6           | 0          |
| R. Dorn         | 31       | 6       | 2           | 1          | 0                 | 0                 | 0                 | 0                 | 31       | 6      | 2           | 1          |
| S. Fischer      | 23       | 1       | 4           | 0          | 1                 | 0                 | 0                 | 0                 | 24       | 1      | 4           | 0          |
| K. Glibo        | 13       | 2       | 2           | 0          | 0                 | 0                 | 0                 | 0                 | 13       | 2      | 2           | 0          |
| N. Hillenbrand  | 14       | 0       | 1           | 0          | 0                 | 0                 | 0                 | 0                 | 14       | 0      | 1           | 0          |
| D. Ischdonat    | 17       | 0       | 0           | 0          | 0                 | 0                 | 0                 | 0                 | 17       | 0      | 0           | 0          |
| D. Jungwirth    | 14       | 2       | 3           | 0          | 0                 | 0                 | 0                 | 0                 | 14       | 2      | 3           | 0          |
| J. Kornetzky    | 5        | 0       | 0           | 0          | 0                 | 0                 | 0                 | 0                 | 5        | 0      | 0           | 0          |
| F. Löhe         | 16       | 0       | 0           | 0          | 1                 | 0                 | 0                 | 0                 | 17       | 0      | 0           | 0          |
| F. Löning       | 34       | 13      | 3           | 0          | 1                 | 0                 | 0                 | 0                 | 35       | 13     | 3           | 0          |
| R. Pinto        | 24       | 2       | 5           | 0          | 1                 | 1                 | 0                 | 0                 | 25       | 3      | 5           | 0          |
| M. Pischorn     | 31       | 3       | 4           | 1          | 1                 | 0                 | 1                 | 0                 | 32       | 3      | 5           | 1          |
| P. Prokop       | 0        | 0       | 0           | 0          | 0                 | 0                 | 0                 | 0                 | 0        | 0      | 0           | 0          |
| S. Ristić       | 13       | 0       | 2           | 0          | 1                 | 1                 | 0                 | 0                 | 14       | 1      | 2           | 0          |
| D. Rohracker    | 19       | 2       | 2           | 0          | 1                 | 0                 | 0                 | 0                 | 20       | 2      | 2           | 0          |
| T. Rubink       | 4        | 0       | 0           | 0          | 0                 | 0                 | 0                 | 0                 | 4        | 0      | 0           | 0          |
| J. Schauerte    | 30       | 0       | 1           | 0          | 1                 | 0                 | 1                 | 0                 | 31       | 0      | 2           | 0          |
| M. Schick       | 15       | 0       | 7           | 0          | 0                 | 0                 | 0                 | 0                 | 15       | 0      | 7           | 0          |
| D. Schulz       | 29       | 0       | 3           | 0          | 1                 | 0                 | 0                 | 0                 | 30       | 0      | 3           | 0          |
| J. Sievers      | 25       | 0       | 2           | 0          | 1                 | 0                 | 0                 | 0                 | 26       | 0      | 2           | 0          |
| M. Stickel      | 10       | 0       | 4           | 1          | 1                 | 0                 | 0                 | 0                 | 11       | 0      | 4           | 1          |
| F. Tausendpfund | 6        | 0       | 0           | 0          | 1                 | 0                 | 0                 | 0                 | 7        | 0      | 0           | 0          |
| D. Ulm          | 33       | 1       | 8           | 0          | 1                 | 1                 | 0                 | 0                 | 34       | 2      | 8           | 0          |
| S. Zinnow       | 12       | 2       | 1           | 0          | 0                 | 0                 | 0                 | 0                 | 12       | 2      | 1           | 0          |
| E. Öztürk       | 24       | 1       | 2           | 0          | 0                 | 0                 | 0                 | 0                 | 24       | 1      | 2           | 0          |